# Aetomylaeus vespertilio
La Aetomylaeus vespertilio, en inglés ornate eagle ray o reticulate eagle ray (puesto que carece de nombre común en castellano debido a su ausencia en zonas hispanohablantes, pero podría traducirse como raya águila ornamentada o raya águila reticulada) es una especie de raya grande del orden de los Myliobatiformes.

## Apariencia
Aetomylaeus vespertilio presenta un tamaño alrededor de los 170 cm, pudiendo alcanzar un tamaño máximo alrededor de 240 cm de ancho del disco. La coloración de esta especie presenta un patrón claramente distintivo de líneas oscuras reticuladas y anillos en la parte dorsal del cuerpo. Si mantiene intacta su cola, su longitud máxima aumenta de forma considerable, llegando hasta los 4 m. Los individuos de esta especie carecen de agujón en la cola, por lo que se consideran inofensivos para los humanos.

## Distribución
Aetomylaeus vespertilio puede observarse hasta 110 metros de profundidad a lo largo de las costas de Australia, China, India, Indonesia, Malasia, Maldivas, Mozambique, Palau, Filipinas, Seychelles, Sudáfrica, Taiwán y Tailandia. A pesar de su amplio rango de distribución, sus observaciones en medio natural son escasas, por lo que se sospecha que sus poblaciones se han reducido enormemente a lo largo de las tres últimas generaciones. Actualmente, esta especie está considerada En Peligro Crítico de Extinción por la Unión Internacional para la Conservación de la Naturaleza (UICN). Ha habido menos de 60 avistamientos confirmados de Aetomylaeus vespertilio, lo que le dio el sobrenombre de "el unicornio del mar".

## Amenazas
Se estima que Aetomylaeus vespertilio presenta baja fertilidad similar a la de otros miliobátidos. Aunque se desconoce el tamaño con el que alcanzan la madurez, presentan un tiempo generacional de 15 años, con una esperanza de vida de 24 años.
Aunque Aetomylaeus vespertilio alguna vez fue común en mares y océanos, actualmente se considera una especie rara en áreas como el Golfo de Tailandia. Las mayores amenazas a las que se enfrentan son las pesquerías demersales, que se utilizan con frecuencia en sus hábitats. Una vez capturados, en su mayoría se conservan y se venden en lonjas. No se han adoptado medidas de conservación específicas para cada especie.